# Supreme (U-Boot)
HMS Supreme (Kennung: P252) war ein U-Boot der britischen Royal Navy im Zweiten Weltkrieg.

## Geschichte
Die Supreme (engl.: unveränderlich, oberster oder höchster) war ein Boot des vierten Bauloses der britischen S-Klasse. Dieses Baulos wird auch als Subtle-Klasse bezeichnet. Das U-Boot wurde am 15. Februar 1943 bei Cammell, Laird & Company im nordwestenglischen Birkenhead aufgelegt, lief am 24. Februar 1944 vom Stapel und wurde von der Royal Navy am 20. Mai 1944 in Dienst gestellt.
Die Royal Navy setzte das U-Boot unter dem Kommando von Lt. T. E. Barlow auf dem asiatischen Kriegsschauplatz ein.
Zwischen dem 26. November und dem 1. Dezember 1944 versenkte die Supreme vor den Andamanen insgesamt sieben japanische Segelschiffe mit dem Deckgeschütz. Zwischen dem 1. und dem 10. März 1945 wurden vor der Ostküste Sumatras (Niederländisch-Indien) vier Segelschiffe und ein Küstenmotorschiff mit Bordartillerie versenkt.
Im Golf von Siam wurden:
- am 7. Mai 1945 zwei Küstenmotorschiffe und ein Segelschiff,
- am 1. Juli 1945 ein japanisches Hilfs-Patrouillenboot,
- am 12. Juli 1945 eine kleine japanische Einheit,
- am 14. Juli 1945 ein Schlepper und ein Leichter
- und am 15. Juli 1945 drei Küstenmotorschiffe

mit der Bordkanone versenkt.
Die Supreme wurde 1947 zu einem Übungsziel umgebaut, sank aber kurz danach. Das Wrack wurde 1949 gehoben, untersucht, zur Verschrottung verkauft und 1950 in Troon abgewrackt.